# H・P・ラヴクラフトの ダニッチ・ホラー
『H・P・ラヴクラフトの ダニッチ・ホラー』は、H・P・ラヴクラフトの小説を原作としたオムニバス形式のストップモーション・アニメーション映画である。2007年に劇場公開された。
発売元の東映アニメーションでは、「画ニメ」と称し、従来のアニメーション作品とは一線を画したアート作品であると主張している。なお、画ニメとは東映アニメーションによる造語で、各分野の実力派アーティストが集結して、新しいアート映像を目指した作品群の総称である。

## エピソード
エピソード1「家の中の絵(The Picture in the House)」
とある田舎。旅人が雨やどりに立ち寄った一軒家で体験する奇妙なできごと。
原作「家のなかの絵」『ラヴクラフト全集(3)』
エピソード2「ダニッチ・ホラー(The Dunwich Horror)」
アーミティッジ博士は番犬に食い殺されたウィルバー・ウェイトリーを発見する。彼の残した手記には恐ろしい計画が記されていた。
原作「ダニッチの怪」『ラヴクラフト全集(5)』
エピソード3「フェスティヴァル(The Festival)」
クリスマスの夜。"私"は祝祭に参加するために故郷の港町を訪れた。しかし、町の人々は教会の地下におもむき、クリスマスではない別の祝祭を行っていた……
原作『魔宴』『ラヴクラフト全集(5)』および『クトゥルー(4)』

### 原作書誌
- H・P・ラヴクラフト『ラヴクラフト全集　(3)』　大瀧啓裕訳、東京創元社〈創元推理文庫〉、1984年。ISBN 9784488523039
- 『ラヴクラフト全集　(5)』　大瀧啓裕訳、創元推理文庫、1987年。ISBN 9784488523053
- ラヴクラフト他　『クトゥルー　(4)』　大瀧啓裕編訳・（暗黒神話大系シリーズ）青土社、1998年。ISBN 9784915333552

## スタッフ／キャスト
- 監督・脚本 品川亮
- 美術・造形 山下昇平
- 音楽 ジム・オルーク
- 声の出演
  - ミッキー・カーチス
  - 遠藤憲一
  - 柄本祐

## DVD
幻冬舎から書籍扱いで販売された。DVDとしては東映アニメーションが発売元となっている。
- 『H・P・ラヴクラフトの　ダニッチ・ホラー　その他の物語』幻冬舎ルネッサンス、2007年8月。ISBN 978-4-344-99315-0
  - 本編映像（約46分）に加えて、メイキング映像を特典映像（約35分）として収録している。